# Трясохвіст скельний
Трясохві́ст скельний (Cinclodes olrogi) — вид горобцеподібних птахів родини горнерових (Furnariidae). Ендемік Аргентини. Вид названий на честь шведсько-аргентинського біолога Клааса Крістіана Ольрога.

## Опис
Довжина птаха становить 17 см, вага 24-32 г. Верхня частина тіла каштанова, над очима білі "брови", горло біле. Нижня частина тіла коричнева, живіт і гузка білуваті. Крила коричневі з жовтувато-білими і чорними смугами. Хвіст чорнуватий, центральні стернові пера каштанові. Очі карі, дзьоб чорнуватий, знизу біля основи світліший, лапи коричневі. 

## Поширення і екологія
Скельні трясохвости мешкають в горах Сьєррас-де-Кордова в центральній Аргентині, в провінціях Кордова і Сан-Луїс. Вони живуть на гірських луках і пасовищах, серед скель, поблизу води. Зустрічаються поодинці або парами, на висоті від 1600 до 2800 м над рівнем моря. Взимку частина популяції мігрує в долини. Живляться різноманітними безхребетними і пуголовками. Гніздяться в листопаді-грудні. Гніздо чашоподібне, розміщується в тріщинах серед скель або в норах. В кладці 2 білих яйця розміром 19×25 см. За пташенятами доглядають і самиці, і самці.